# St Breward
St Breward – wieś w Anglii, w Kornwalii. Leży 78 km na północny wschód od miasta Penzance i 337 km na zachód od Londynu.